# Clericus Cup
Der Clericus Cup (deutsch „Kleriker-Pokal“) ist die Fußballmeisterschaft des Vatikans. Bei dem im Jahr 2007 erstmals ausgetragenen Wettbewerb treten 16 Mannschaften gegeneinander an. Spielberechtigt ist ein Spieler als Ordensmann oder Novize einer in Rom ansässigen päpstlich anerkannten Ordensniederlassung oder als Absolvent oder Seminarist des Päpstlichen Römischen Priesterseminars oder eines anderen päpstlichen Priesterkollegs in Rom. Zu Anfang war auch ein Team der Schweizer Garde dabei. Es gelten leicht angepasste Fußballregeln: Die Spielzeit beträgt zwei mal 30 Minuten. Neben der Gelben und Roten Karte gibt es eine Blaue Karte für mittelschwere Vergehen, die eine fünfminütige Zeitstrafe zur Folge hat.
Ersonnen wurde der Wettbewerb von dem ehemaligen Kardinalstaatssekretär Tarcisio Bertone, der ein großer Fußballfan ist.
Gespielt wird seit 2011 in vier Gruppen mit je vier Mannschaften. Sonntagsspiele sind verboten. Das Finale um den Clericus Cup wird im Olympiastadion in Rom ausgetragen.
Im Frühjahr 2020 wurde die 14. Auflage des Clericus Cup wegen der Coronavirus-Epidemie auf unbestimmte Zeit verschoben.

## Teilnehmende Mannschaften 2015
Die neunte Auflage des Cups fand vom 3. März bis 23. Mai 2015 statt. Teilnehmer waren:
- Collegio Universitario Altomonte (Oratorium)
- Seminario Agostiniano (Augustiner) / Centro Studi Guanelliani (Guanellianer) (Gemeinschaftsmannschaft: „Agostiniani Guanelliani“)
- Päpstliches Mexikanisches Kolleg
- Päpstliches lateinamerikanisches Kolleg „Pius“
- Päpstliches Missionskolleg des Völkerapostels Paulus (Priesterseminar der Kongregation für die Evangelisierung der Völker für Missionare)
- Istituto Teologico San Pietro (Theologische Hochschule der Kapuziner in Viterbo, das Priesterseminar ist dem Päpstlichen Athenaeum Sant’Anselmo in Rom angeschlossen)[5]
- Priesterzentrum „Maria Mater Ecclesiae“ (Regnum Christi / Legionäre Christi)
- Päpstliches Nordamerika-Kolleg (Mannschaftsname: „North American Martyrs“)
- Päpstliches Belgisches Kolleg
- Päpstliche Universität Gregoriana
- Päpstliches Brasilianisches Pius-Kolleg
- Päpstliches Spanisches Kolleg
- Päpstliche Universität Urbaniana
- Päpstliches Französisches Priesterseminar
- Priesterseminar „Redemptoris Mater“ (Neokatechumenaler Weg)
- Internationales kirchliches Kolleg „Sedes Sapientiae“ (Opus Dei)

## Pokalsieger
- 2007: Redemptoris Mater                 (1-0 Lateranense)
- 2008: Mater Ecclesiae                   (2-1 Redemptoris Mater)
- 2009: Redemptoris Mater                 (1-0 North American Martyrs)
- 2010: Redemptoris Mater                 (1-0 North American Martyrs)
- 2011: Gregoriana                        (3-1 Angelicum)
- 2012: North American Martyrs            (3-0 Gregoriana)[6]
- 2013: North American Martyrs            (1-0 Mater Ecclesiae)
- 2014: Urbaniana                         (1-0 Redemptoris Mater)[7]
- 2015: Urbaniana                         (2-1 Mater Ecclesiae)
- 2016: Mater Ecclesiae                   (4-3 i. E. Urbaniana)
- 2017: Urbaniana                         (2-0 Gregoriana)
- 2018: North American Martyrs            (4-2 i. E. Urbaniana)[8]
- 2019: Pontificio Collegio Urbano        (3-0 Sedes Sapientiae)